# Freedom House

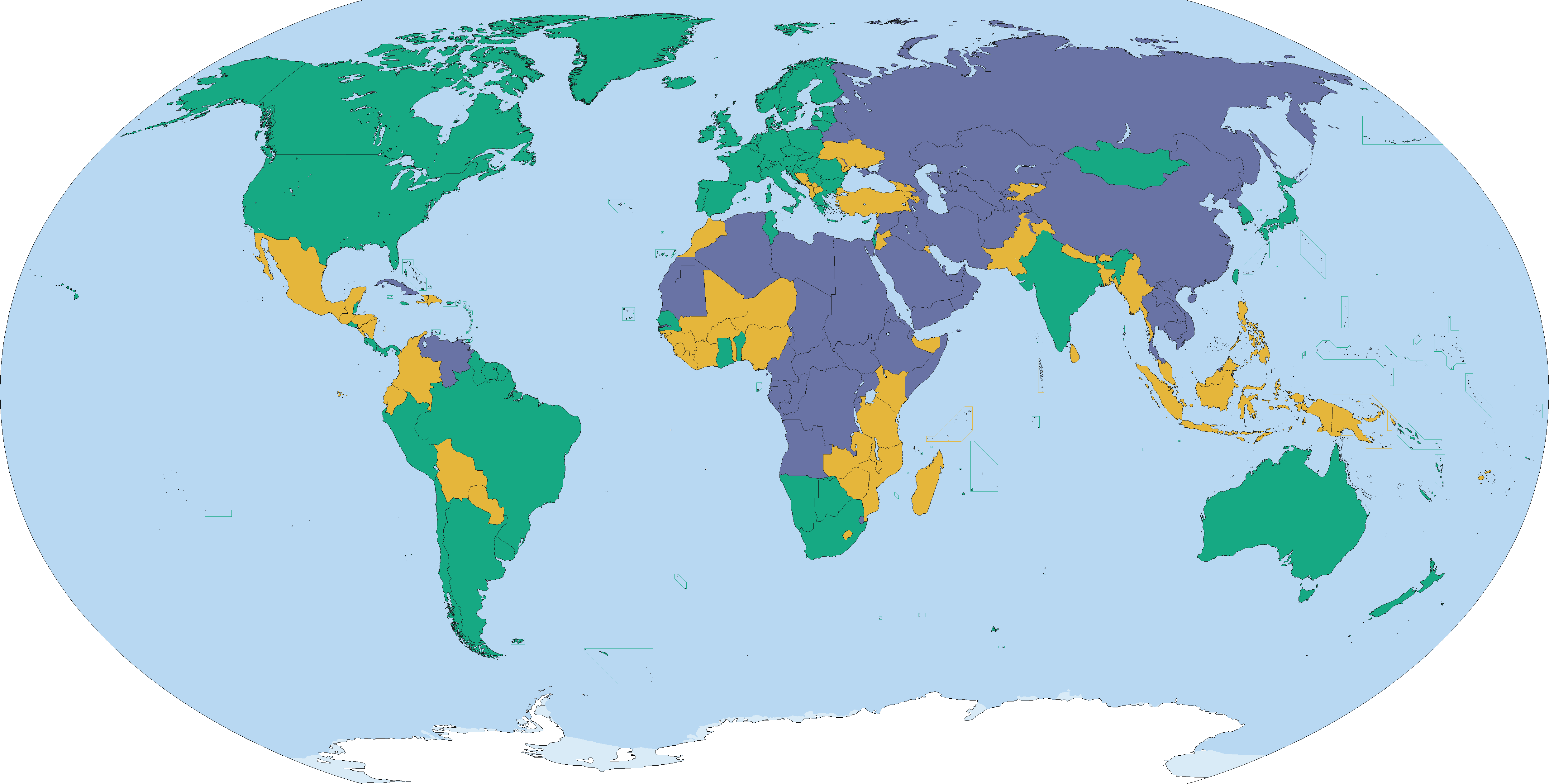
Democratische vrijheden in de wereld volgens Freedom House:
Free (vrij)
Partly Free (gedeeltelijk vrij)
Not Free (niet vrij)

Freedom House is een Amerikaanse niet-gouvernementele organisatie (NGO) gevestigd in Dupont Circle, Washington D.C. die wereldwijd onderzoek doet naar- en ondersteuning biedt aan- het streven naar democratie, politieke vrijheid en mensenrechten. Het is een instelling zonder winstoogmerk, gefinancierd door de Amerikaanse overheid, en door donaties. De beweging werd opgericht in 1941. Elk jaar geeft ze een rapport uit over de vrijheid in de wereld, waaronder meer bepaald de vrijheid van de pers en de vrijheid van het internet.

## Geschiedenis
De beweging werd opgericht in 1941, met de aanvankelijke bedoeling om, met de stilzwijgende steun van president Franklin D. Roosevelt, de Amerikaanse publieke opinie te bewegen tot deelname aan de Tweede Wereldoorlog. Na de oorlog sprak de organisatie zich uit voor Amerikaans-Europese samenwerking, en tegen het Mccarthyisme. Freedom House werkte mee aan de oprichting, in 1948, van de State University of New York, en ondersteunde aansluitend de Amerikaanse burgerrechtenbeweging.
In de jaren 1970 kantte de organisatie zich tegen opkomende dictaturen van zowel links als rechts. Na het uiteenvallen van de Sovjet-Unie zag de organisatie een nieuw werkterrein in Oost-Europa, waar het actief meewerkte aan de opbouw van democratische instellingen en vreedzame burgerbewegingen. Een markant voorbeeld daarvan was het aandeel van Freedom House in de beweging die leidde tot de val van Slobodan Milošević, Servisch president van 1989 tot 2000.

## Rapporten
Sedert 1973 publiceert Freedom House jaarlijks meerdere rapporten; het belangrijkste is Freedom in the World (“Vrijheid in de wereld”). Daarnaast worden specifieke rapporten uitgebracht over landen waar de vrijheid er onlangs sterk op vooruit of achteruit is gegaan.

### 2018
Deze rapporten betreffen de situatie in 2017. Freedom in the World opent met de sombere ondertitel Democracy in Crisis (“Democratie in crisis”), en vervolgt met de vaststelling dat “de politieke rechten en burgerlijke vrijheden over de hele wereld verslechterden tot een dieptepunt in meer dan een decennium”. Er is voorts sprake van “een tijdvak waarin autocraten zich gesterkt voelen, democratieën onder druk komen te staan, en de Verenigde Staten afziet van haar leidende rol in de wereld.”
In een afzonderlijk document over de persvrijheid, Press Freedom's Dark Horizon, (“De sombere horizon van de persvrijheid”) wordt gewezen op de vele nieuwe belemmeringen die de vrije pers in 2017 moest ondergaan, zowel in autoritaire regimes als in gevestigde democratieën.
Wat de vrijheid van het internet betreft, luidt de titel Freedom on the Net 2017 – Manipulating Social Media to Undermine Democracy (“Vrijheid op het internet 2017 – Het manipuleren van sociale media om de democratie te ondermijnen”).